# Trilogia di Berlino

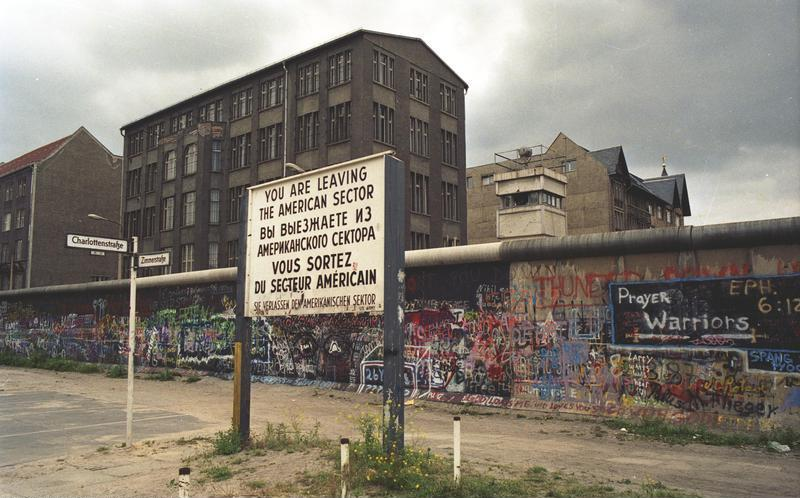
Il muro di Berlino nel 1988, è visibile una torre di guardia nel settore orientale.

La trilogia di Berlino o trilogia berlinese è costituita da tre album discografici cronologicamente consecutivi pubblicati dal cantautore britannico David Bowie alla fine degli anni settanta: Low (1977), "Heroes" (1977) e Lodger (1979). Furono incisi da Bowie in seguito al suo trasferimento a Berlino ovest alla fine del 1976 e videro l'artista sperimentare con elementi di musica elettronica, krautrock, ambient e world music in collaborazione con il produttore statunitense Tony Visconti e il musicista inglese Brian Eno.
Bowie iniziò a riferirsi ai tre album definendoli una sorta di trilogia incentrata su Berlino durante la promozione di Lodger, sebbene soltanto "Heroes" fosse stato registrato interamente nella città tedesca. Ciascun LP raggiunse la Top 5 nel Regno Unito, conquistando il disco d'oro. A posteriori, Bowie avrebbe definito la musica contenuta nei dischi della trilogia il suo DNA. Consequence definì la trilogia «art rock tri-perfetto», mentre Rolling Stone scrisse che la trilogia di Berlino «resta uno degli esempi più significativi di musica innovativa nell'influente canone dell'artista».

## Storia

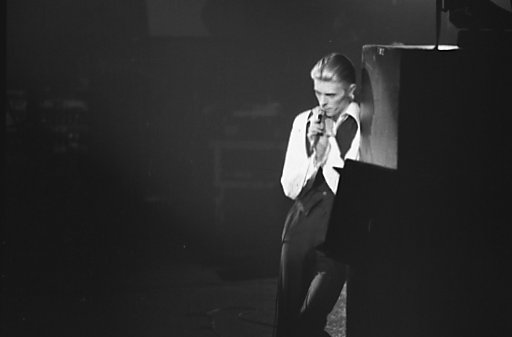
Bowie nei panni del "sottile duca bianco" durante un concerto nel 1976.

A seguito del periodo The Thin White Duke ("sottile duca bianco") e al successo commerciale dei singoli Fame e Golden Years nel 1976, Bowie era ansioso di sfuggire alla cultura della droga di Los Angeles, dove aveva sviluppato una pericolosa e deleteria dipendenza dalla cocaina. Bowie aveva inoltre recentemente ricevuto forti critiche e destato scandalo per dei commenti sul fascismo del quale sembrava auspicare il ritorno. Egli attribuì il suo comportamento destrorso alla tossicodipendenza e al suo precario stato mentale dell'epoca, dichiarando: «Ero fuori di testa, totalmente pazzo». Più avanti avrebbe definito quel periodo come "il più buio della mia vita" e confessò di non aver più nessun ricordo delle sessioni di registrazione per l'album Station to Station, svoltesi a Los Angeles nel 1975 a causa del proprio "astronomico consumo di cocaina". Dato che il consumo smodato di droga stava compromettendo la sua salute fisica e mentale, Bowie corse ai ripari tentando di ridurre l'assunzione di cocaina ed eliminando gradualmente la persona del Thin White Duke, il quale era diventato "un personaggio veramente cattivo". Egli inoltre aggiunse: «Fu un periodo molto pericoloso per me. Ero ai minimi termini sia fisicamente che emotivamente e avevo seri dubbi sulla mia sanità mentale».

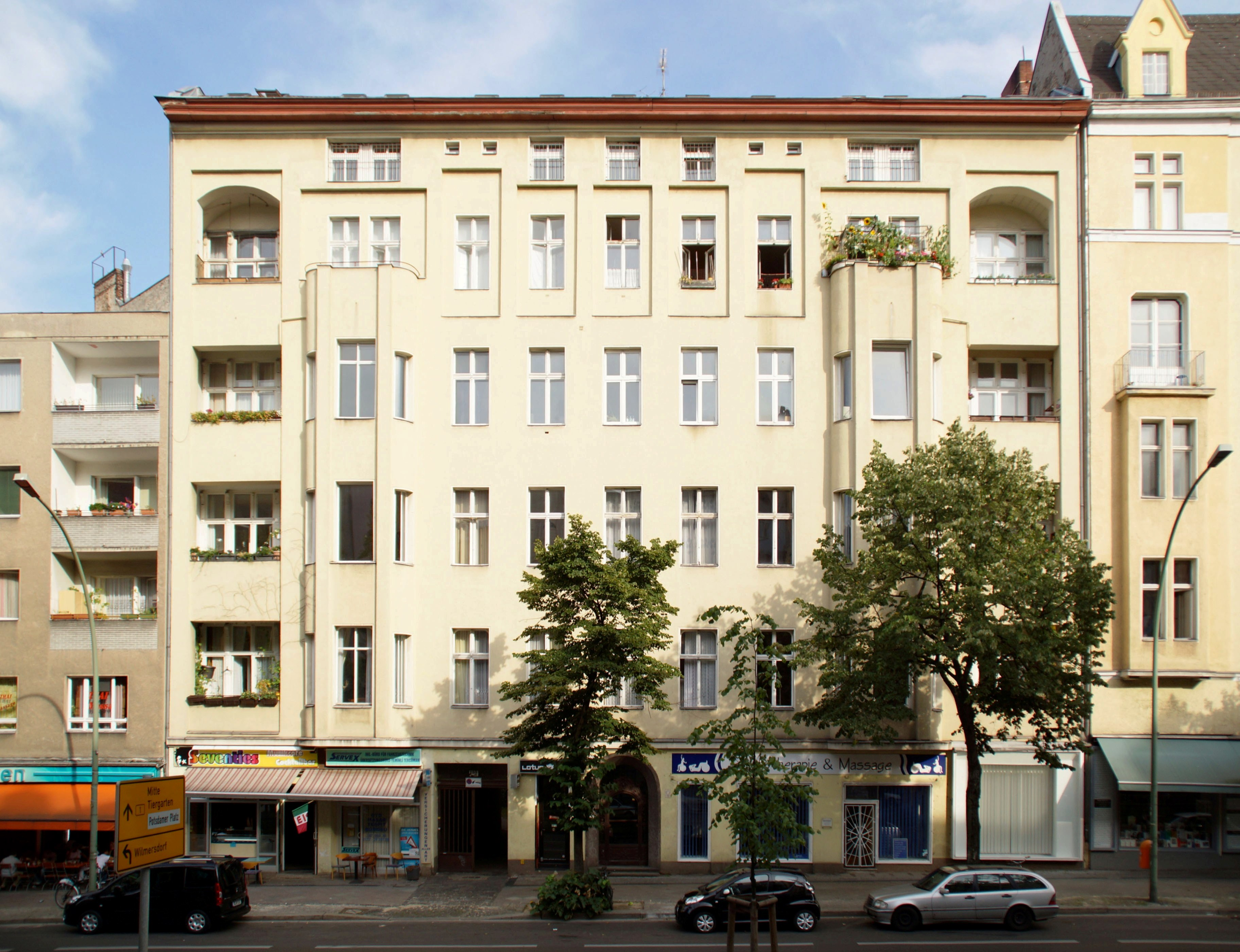
155 Hauptstrasse, Berlino Schöneberg, il palazzo a Berlino residenza di Bowie e Iggy Pop dal 1976 al 1978.

Nella seconda metà del 1976, Bowie si trasferì in Svizzera. Qui iniziò ad esplorare altre forme d'arte, a visitare mostre a Ginevra, e ad effettuare frequenti visite al Brücke-Museum di Berlino divenendo, secondo il biografo Christopher Sandford: «un prolifico produttore e collezionista d'arte contemporanea» e interessandosi anche alla letteratura e alla musica classica. Successivamente, insieme all'amico Iggy Pop e alla sua segretaria personale Corinne "Coco" Schwab, si sarebbe ritirato a Berlino nel tentativo di disintossicarsi e di sfuggire alle luci della ribalta che il suo status di popstar gli imponeva: 
(David Bowie)
 Mentre divideva un appartamento con Pop e la Schwab nel quartiere di Schöneberg, Bowie si interessò alla scena musicale tedesca, inclusi gruppi quali Kraftwerk e Neu!. Durante i mesi di convalescenza, ascoltò molto l'album Discreet Music (1975) di Brian Eno, del quale apprezzò il minimalismo, e alla fine si incontrò con lui nel 1976 e poco dopo tra i due nacque una collaborazione sotto l'egida del produttore Tony Visconti. Nel 1976 inoltre Bowie coscrisse e produsse il primo album da solista di Iggy Pop, The Idiot (pubblicato nel 1977). In quanto iniziato prima di Low di Bowie, The Idiot di Pop viene spesso considerato l'inizio non ufficiale del periodo berlinese di David Bowie, sebbene i due dischi furono registrati quasi in contemporanea.

### 1976–77:Low

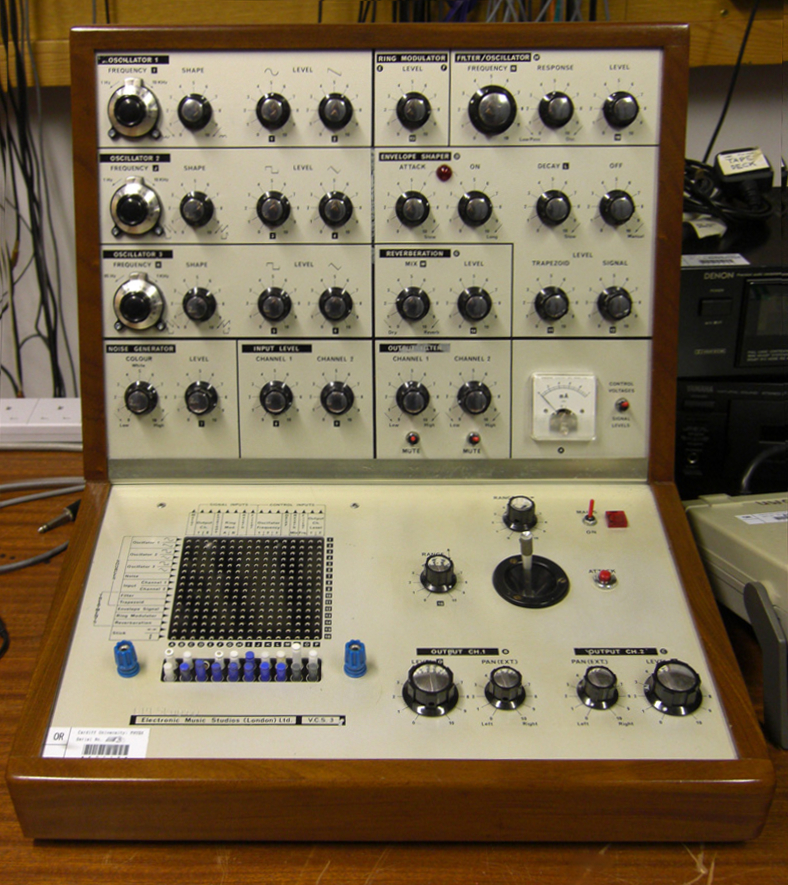
Un sintetizzatore EMS VCS 3, il modello utilizzato da Brian Eno in Low.

L'album Low (1977) venne inciso in un periodo problematico della vita di Bowie, dove oltre che ai problemi di dipendenza da droga ed alcool, dovette confrontarsi con il lento tracollo del suo matrimonio: «C'è una gran quantità di dolore nell'album Low. Quello fu il mio primo tentativo di liberarmi dalla cocaina, e mi causò un sacco di dolore. E mi trasferii a Berlino per farlo. Me ne andai dalla capitale mondiale della coca, [Los Angeles],  per approdare nella capitale mondiale dell'eroina. Grazie a Dio, non avevo interesse nell'eroina, quindi non fu uno sbaglio». Tony Visconti fece notare come la parola "low" ("depresso"), scelta come titolo dell'opera, dica molto sia sul conto della musica stessa contenuta nell'album, sia sul "low profile" ("basso profilo") voluto dall'artista, attraverso il quale Bowie voleva adesso mostrarsi al pubblico dopo tanti "eccessi mediatici". Uno dei contributi più innovativi e significativi apportati da Brian Eno alla lavorazione in studio, fu l'implementazione della "tecnica delle 124 carte delle Strategie Oblique" da lui ideata nel 1975 insieme all'artista Peter Schmidt. Le carte venivano girate a caso dai musicisti in studio, che ne ricavavano di volta in volta nuove ed enigmatiche indicazioni su come portare a termine il lavoro.  L'album segnò una svolta importante nella carriera di Bowie che passò alla musica elettronica e ambient. La prima facciata dell'LP contiene brevi, concise, e dirette canzoni di pop sperimentale simili a frammenti sonori; mentre invece la seconda facciata è costituita da estesi pezzi principalmente strumentali con largo impiego di sintetizzatori utilizzati in modo non convenzionale. Spesso erroneamente indicato come produttore di Low, Eno fu responsabile di buona parte della direzione musicale generale e della composizione delle tracce della seconda facciata del disco per la quale compose e registrò in solitaria Warszawa mentre Bowie si trovava a Parigi per presenziare a un'udienza in tribunale nella causa legale contro il suo ex-manager Tony De Fries. Parzialmente influenzato dal sound di band quali Kraftwerk e Neu!, Low evidenzia il distaccamento da parte di Bowie nel suo stile di scrittura dai tradizionali stilemi narrativi a un approccio musicale più astratto dove i testi sono sporadici o assenti del tutto in quanto non necessari.
Low e The Idiot furono in gran parte registrati in Francia, e della trilogia di Bowie solo Low e "Heroes" furono effettivamente incisi agli Hansa Tonstudio di Berlino, soprannominati "Hansa by the Wall" per la loro vicinanza con il muro di Berlino che divideva in due la città. Anche se Bowie completò l'album nel novembre 1976, la sua casa discografica si disse alquanto perplessa dalle nuove sonorità e impiegò altri tre mesi per far uscire il disco nei negozi. Le recensioni furono in gran parte negative, nonostante ciò, Low raggiunse la seconda posizione in classifica in Gran Bretagna sorpassando il risultato del precedente Station to Station.

### 1977–78:"Heroes"e tournée mondiale

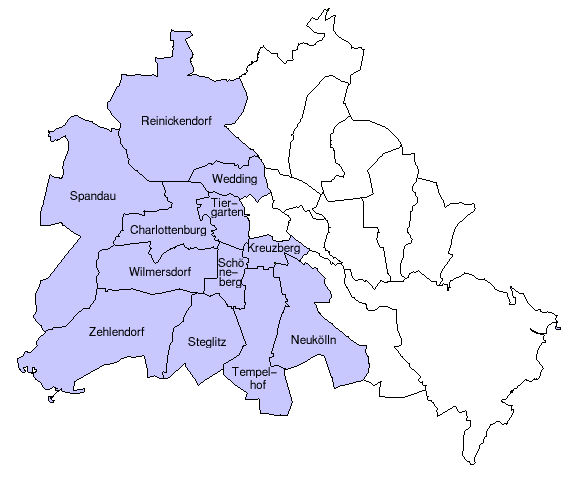
Distretti urbani (Stadtbezirk) di Berlino Ovest

Senza tralasciare l'approccio minimalista e strumentale di Low, il secondo capitolo della trilogia, "Heroes" (1977), incorporò elementi di musica pop e rock in misura maggiore, e Bowie venne raggiunto in studio da collaboratori di Eno come il chitarrista dei King Crimson, Robert Fripp. Come Low, "Heroes" cattura lo "zeitgeist" della guerra fredda, simbolizzata dalla città divisa di Berlino. Pur mantenendo l'attitudine sperimentale ed incorporando una gran quantità di fonti sonore (rumori di generatori, sintetizzatori, koto, ecc...), l'album si rivelò più accessibile per il grande pubblico e divenne un altro successo, raggiungendo la terza posizione in Gran Bretagna. La title track, anche se all'epoca raggiunse solo la posizione numero 24 nella classifica dei singoli, con il passare del tempo è diventata un classico e, probabilmente, la canzone più celebre di Bowie. Inoltre, nel disco si ritrova musicalmente, attraverso l'uso di vari strumenti etnici come ad esempio il koto (uno strumento della tradizione giapponese) in Moss Garden o le sonorità mediorientali di The Secret Life of Arabia, anche un senso di cosmopolitismo tipico di Berlino ma anche tipico di Bowie, che sarebbe poi esploso in Lodger. Riferendosi alla nascente scena musicale new wave, la RCA Records sponsorizzò "Heroes" con lo slogan "There's Old Wave. There's New Wave. And there's David Bowie" ("C'è la old wave, c'è la new wave. E c'è David Bowie").
Dopo la pubblicazione di "Heroes" nel 1977, Bowie passò gran parte del 1978 in tour, portando la musica dei primi due album della trilogia di Berlino in giro per il mondo nel corso di 70 concerti in 12 nazioni diverse. All'epoca aveva finalmente risolto i suoi problemi con la droga, e il biografo David Buckley scrisse che questa tournée "fu probabilmente il primo tour di Bowie in cinque anni nel quale egli non fosse stato anestetizzato da copiose quantità di cocaina prima di salire sul palco". Dalle registrazioni del tour del '78, venne ricavato l'album dal vivo Stage, pubblicato nello stesso anno.

### 1979:Lodger

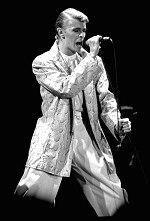
Bowie in concerto a Oslo, Norvegia, 5 giugno 1978.

Fu all'incirca all'epoca di Lodger (1979) che Bowie iniziò a considerare e a definire i suoi precedenti due album come i primi capitoli di una trilogia incentrata sulla città di Berlino e la sua decadenza. Lodger, capitolo finale di questa trilogia, si discosta dal minimalismo e dall'atmosfera ambient dei due precedenti lavori, sancendo un parziale ritorno alla tradizionale forma canzone del periodo pre-Berlino. Registrato tra la Svizzera e New York, il risultato fu un misto di new wave e world music, con influenze da parte di Brian Eno che avrebbe ulteriormente sviluppato queste sonorità insieme a David Byrne con l'album My Life in the Bush of Ghosts del 1981.

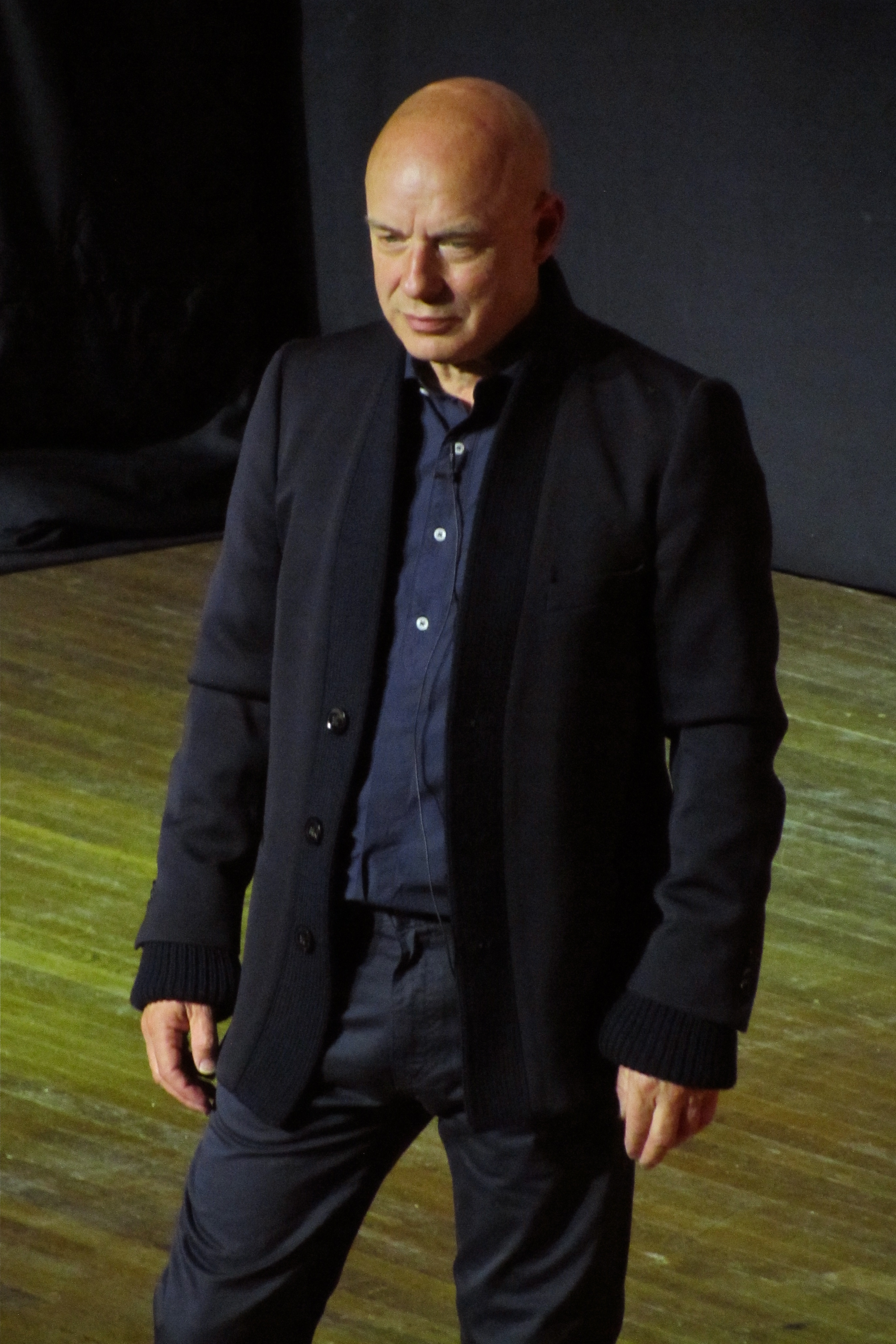
Brian Eno nel 2011

Alcuni brani furono composti utilizzando le carte delle Strategie Oblique: per Boys Keep Swinging, Eno incoraggiò i musicisti a scambiarsi gli strumenti, Move On ricorre agli accordi di All the Young Dudes suonati al contrario, e Red Money riprende la traccia base di Sister Midnight, pezzo composto in precedenza da Bowie con Iggy Pop per l'album The Idiot.
Inizialmente, Lodger fu accolto da giudizi contrastanti, venendo considerato non del tutto all'altezza dei suoi due illustri predecessori, e tacciato di produzione affrettata. L'album, oltre che il termine dell'esperienza berlinese, sancì inoltre la fine della partnership di Bowie con Brian Eno (i due sarebbero tornati a lavorare insieme solamente quindici anni dopo per l'album 1.Outside del 1995).
Lodger raggiunse la quarta posizione in classifica in Gran Bretagna e la numero 20 negli Stati Uniti. Verso la fine dell'anno, Bowie e la moglie Angela iniziarono le pratiche per il divorzio, e, dopo mesi di battaglie in tribunale, il matrimonio fu di dichiarato nullo all'inizio del 1980; subito dopo David Bowie si trasferì a New York e il periodo berlinese dell'artista poté dirsi definitivamente concluso.
Dopo la trilogia berlinese Bowie continuerà a comporre musica e a pubblicare dischi riscuotendo anche maggiori successi commerciali, ma con alterna fortuna critica, e non riuscirà più, secondo la maggior parte dei critici, a raggiungere di nuovo quegli straordinari toni artistici concepiti durante quel particolare percorso.